# Love colada
Love colada es una canción interpretada por el grupo mexicano OV7, incluida en su noveno álbum de estudio 7 latidos (2001). Esta canción fue lanzada como el primer sencillo oficial de dicho álbum a través de Epic y Sony Music el 3 de septiembre de 2001. La canción tuvo muy buena recepción por parte de sus aficionados.

## Otros datos

### Promoción
La canción también formó parte de los 90's Pop Tour junto con otros éxitos más de la banda y de otros artistas y grupos musicales que marcaron esta década.

## Vídeo musical
Se muestra primeramente a una chica llehando a una alfombra roja de un bar y después a todos los integrantes están dentro de dicho bar con un montón de músicos y gente bailando u cantando con ellos la canción.
En 2020 y con motivo de los 30 años de la agrupación realizaron otro video conmemorativo pero en cada uno de los integrantes en sus hogares esto debido a la pandemia de COVID-19 en México, ya que tiempo atrás realizarían su concierto pero tuvieron que cancelarlo por tal motivo.